# Somphospondyli
 Somphospondyli es un clado de dinosaurios saurópodos característica del Jurásico superior (hace aproximadamente 155 millones de años, en el Kimmeridgiense al Cretácico superior (hace aproximadamente 66 millones de años, en el Maastrichtiense) de distribución global.

## Sistemática
Se lo define como el clado más inclusivo que contiene a Saltasaurus loricatus (Bonaparte y Powell, 1980) pero no a Brachiosaurus brancai  (Janensch, 1914). Los rasgos  que se determinaron como diagnósticos del grupo de acuerdo con Mannion et al. (2013) incluyen la posesión de al menos 15 vértebras cervicales; un extremo del radio biselado; vértebras del sacro con una textura interna "camerada"; tener superficies articulares posteriores en las vértebras caudales medias y posteriores; vértebras caudales distales biconvexas; la esquina anterolateral del húmero es "cuadrada", entre otros rasgos.